# Walter Vonbank

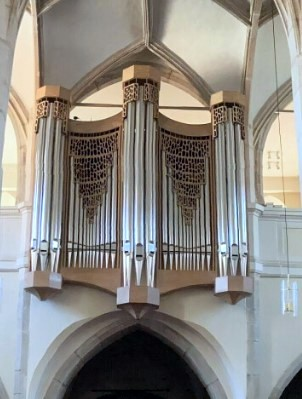
Pfarrkirche Haugsdorf

 Walter Vonbank (* vor 1969) ist ein österreichischer Orgelbauer.

## Leben
Walter Vonbank, in Vorarlberg geboren, ist seit 1989 selbständig als Orgelbauer tätig. Der Sitz des Unternehmens befindet sich in Triebendorf in Murau. Die Leistungen umfassen Orgelneubau, Restaurierungen und sonstige Leistungen.

## Werkliste (Auswahl)
| Jahr    | Ort                    | Gebäude                            | Bild | Manuale | Register | Bemerkungen |
| ------- | ---------------------- | ---------------------------------- | ---- | ------- | -------- | ----------- |
| 1995    | Haugsdorf              | Pfarrkirche Haugsdorf              |      | II/P    | 18       | [ 2 ]       |
| 1999    | Langenwang             | Pfarrkirche Langenwang             |      | II/P    | 20       | [ 3 ]       |
| 1999    | Mettersdorf am Saßbach | Pfarrkirche Mettersdorf            |      | II/P    | 11 (8)   | [ 4 ]       |
| 2001    | Rohrbach an der Gölsen | Pfarrkirche Rohrbach an der Gölsen |      | II/P    | 15       | [ 5 ]       |
| 2002    | Piber                  | Pfarrkirche Piber                  |      | II/P    | 22       | [ 6 ]       |
| 2003/04 | Murau                  | Kapuzinerkirche                    |      | II/P    | 13       | [ 7 ]       |
| 2004    | Langegg                | Pfarrkirche Langegg                |      | II/P    | 13       | [ 8 ]       |
| 2005    | Michelhausen           | Pfarrkirche Michelhausen           |      | II/P    | 17       | [ 9 ]       |
| 2006    | Ramingstein            | Pfarrkirche Ramingstein            |      | II/P    | 12       | [ 10 ]      |
| 2007    | Großstübing            | Pfarrkirche Großstübing            |      | I/P     | 8        | [ 11 ]      |
| 2007/08 | Krakaudorf             | Pfarrkirche Krakaudorf             |      | II/P    | 12       | [ 12 ]      |
| 2009    | Bach-Stockach          | Expositurkirche St. Josef          |      | I/P     | 10       | [ 13 ]      |
| 2011    | Althofen               | Pfarrkirche Althofen               |      | II/P    | 18       | [ 14 ]      |
| 2011/12 | Eschenau NÖ            | Pfarrkirche                        |      | I/P     | 9        | [ 15 ]      |
| 2024    | Gallneukirchen         | Christuskirche (Gallneukirchen)    |      | II/P    | 12       | Disposition |

## Restaurierungen (Auswahl)
| Jahr    | Ort                  | Gebäude                          | Bild | Manuale | Register | Bemerkungen |
| ------- | -------------------- | -------------------------------- | ---- | ------- | -------- | --- |
| 1997    | Kammersdorf          | Pfarrkirche Kammersdorf          |      | II/P    | 18       | Instandsetzung der Orgel von Josef Loyp aus dem Jahr 1854.                                                                    |
| 2013/14 | Sankt Pölten         | Evangelische Pfarrkirche         |      | II/P    |          | Restaurierung der Pirchner-Orgel von 1959 und Erweiterung um zwei Register                                                    |
| 2015/16 | Zedlitzdorf          | Pfarrkirche Zedlitzdorf          |      | I/P     | 9        | Teilrestaurierung der Orgel aus 1759 von Elias Pratzer                                                                        |
| 2017/18 | Feldkirch            | Neue Pfarrkirche Tisis           |      | II/P    | 15       | Umsetzung der seit 1982 ungenutzten Link-Orgel von 1868 der Johanniterkirche Feldkirch in die Tisner Kirche und Restaurierung |
| 2019    | Maria Saal           | Marienkirche (Maria Saal)        |      | II/P    | 18       | Restaurierung 1982, 2019 Ausreinigung der Orgel aus dem Jahr 1735 von Johann Martin Jäger                                     |
| 2019    | Geras                | Stift Geras                      |      | II/P    | 19       | Ausreinigung 2019. |
| 2019    | Seckau               | Basilika Seckau                  |      | III/P   | 41       | Instandsetzung und Restaurierung des Pfeifenwerks der Walcker-Orgel aus dem Jahr 1959                                         |
| 2020    | Glaubendorf          | Pfarrkirche Glaubendorf          |      | I/P     | 8        | Restaurierung der Orgel aus 1866 von Gebrüder Erler                                                                           |
| 2020    | Göpfritz an der Wild | Pfarrkirche Göpfritz an der Wild |      | I/P     | 8        | Restaurierung der Orgel aus 1838 von Josef Gatto der Jüngere                                                                  |
| 2020/21 | Schladming           | Stadtpfarrkirche Schladming      |      | II/P    | 21       | Restaurierung der Orgel von Matthäus Mauracher aus dem Jahr 1862                                                              |
| 2021    | Hart im Zillertal    | Pfarrkirche Hart im Zillertal    |      | I/P     | 9        | Restaurierung der Orgel von Karl Mauracher aus dem Jahr 1770                                                                  |
| 2019/20 | Himmelberg           | Pfarrkirche Himmelberg           |      | II/P    | 13       | Restaurierung der Orgel von Orgelbau Cäcilia AG aus den Jahren 1926/1928                                                      |
| 2020    | Grades               | Pfarrkirche St. Wolfgang         |      | I/P     | 11       | Überarbeitung der Orgel von Franz Kolaric                                                                                     |
| 2020    | Knittelfeld          | Stadtpfarrkirche Knittelfeld     |      | II/P    | 27       | Teilrestaurierung der Orgel von Dreher & Reinisch aus dem Jahr 1956                                                           |
| 2021    | Hart im Zillertal    | Pfarrkirche Hart im Zillertal    |      | I/P     | 9        | Restaurierung der Orgel von Karl Mauracher aus 1770                                                                           |
| 2021    | Schladming           | Stadtpfarrkirche Schladming      |      | II/P    | 21       | Restaurierung der Orgel von Matthäus Mauracher aus 1862                                                                       |